# Eclissi solare del 12 settembre 2034
L'eclissi solare del 12 settembre 2034 è un evento astronomico che avrà luogo il suddetto giorno attorno alle ore 16:19 UTC.